# Jan Feddersen

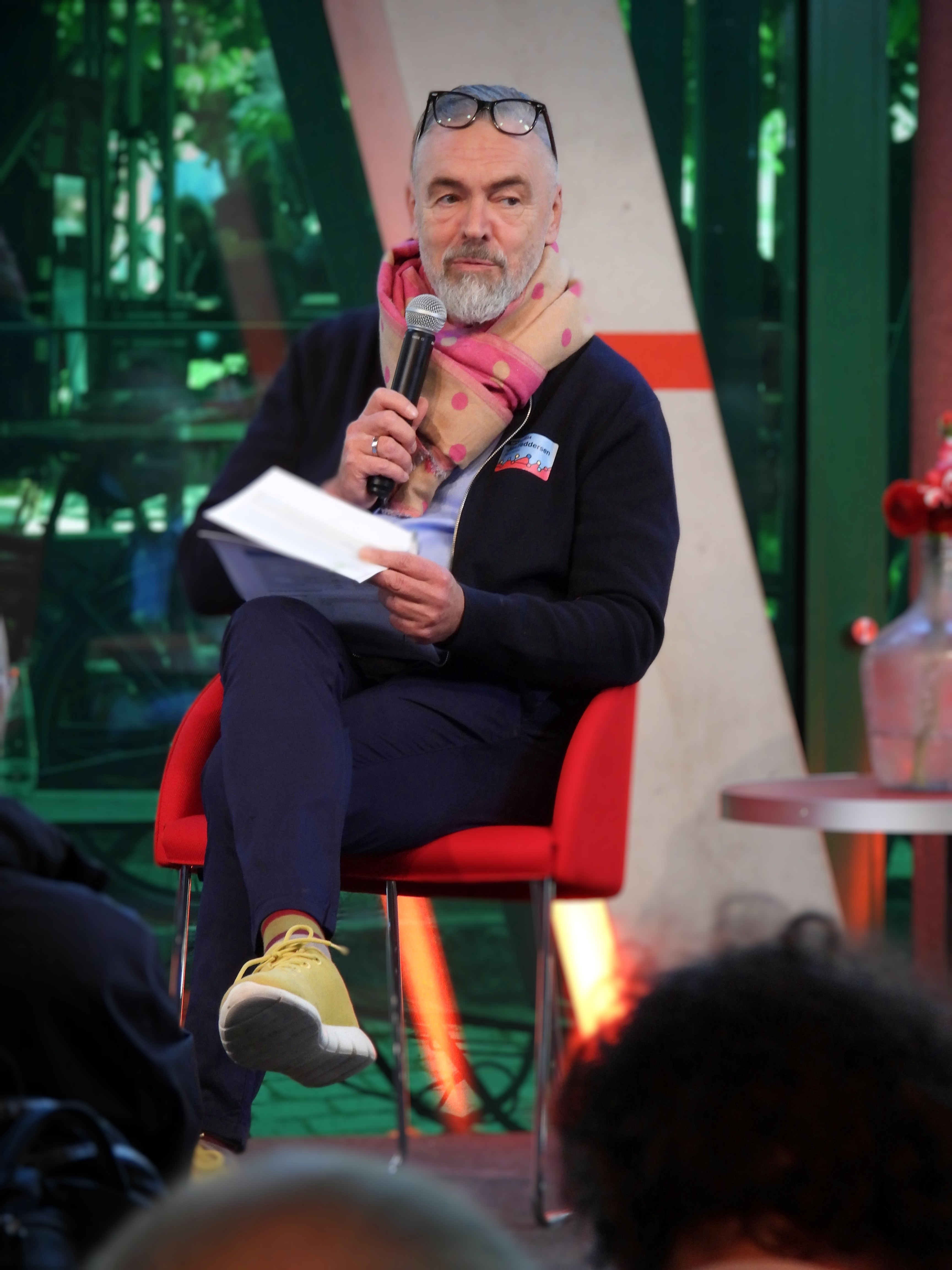
Jan Feddersen (2024)

Jan Feddersen (* 14. Juli 1957 in Hamburg) ist ein deutscher Journalist und Redakteur der Tageszeitung taz, der sich mit Themen der Gesellschafts- und Geschichtspolitik (Mittelschichtskritik, Vergangenheitspolitik seit 1945), Homosexualität und der Thematisierung der Diskriminierung sexueller Identitäten, Diskurstheorie, Popkultur (Pop- und Schlagermusik, Eurovision Song Contest [ESC]) befasst sowie Prominente porträtiert.

## Leben
Feddersen wurde als Sohn eines Kranführers und einer Krankenschwester geboren und begann nach der Schule eine Ausbildung zum Verlagskaufmann. Auf dem zweiten Bildungsweg studierte er Soziologie an der Hamburger Universität für Wirtschaft und Politik und schloss das Studium als Diplom-Sozialwirt ab. Als Student bildete er gemeinsam u. a. mit Hans-Georg Stümke eine Arbeitsgemeinschaft homosexueller Mitglieder im Kommunistischen Bund.
Feddersen übte verschiedene Tätigkeiten aus, unter anderem als Postbote, Möbelverkäufer, Versicherungskartensortierer, Zeitungsausträger, Autor und Schriftsetzer verschiedener linker Medien, zum Beispiel Arbeiterkampf und Moderne Zeiten.
Seine Karriere als Journalist begann er als Volontär der Hamburger Lokalausgabe der taz. Danach war er unter anderem freier Mitarbeiter beim Stern und für eineinhalb Jahre Jungredakteur der Zeit. Seit 1996 gehört er der Redaktion der taz in Berlin an, zunächst in der Meinungsredaktion, dann im Inlandsressort. Er war Mitbegründer und verantwortlicher Redakteur des Kulturmagazins taz.mag, das von 1997 bis 2009 ein redaktioneller Teil der Wochenendausgabe der taz war. Seit 2002 ist Feddersen auch freier Mitarbeiter beim Norddeutschen Rundfunk (NDR) und bloggt seit 2005 für diesen zum Eurovision Song Contest (ESC), zu dem er auch mehrere Bücher verfasste. Dabei verfolgt er den Werdegang der Kandidaten und beobachtet die politische Entwicklung in den Teilnehmerländern.
Seit 2009 ist Feddersen Kurator des taz lab, des taz-Kongresses in Berlin. Darüber hinaus ist er Autor und Interviewer speziell für die taz am Wochenende.
Neben seiner journalistischen Tätigkeit unterrichtet Feddersen an der Universität Hamburg.
Im Juni 2022 gehörte Feddersen zu den Gründungsmitgliedern des PEN Berlin.
Feddersen lebt seit 2011 in einer eingetragenen Partnerschaft mit dem Historiker Rainer Nicolaysen in Berlin-Neukölln. Seit 2018 ist er mit ihm verheiratet. Über die Sonnenallee in seinem Heimatbezirk und die antisemitischen Vorfälle während des Krieges in Israel und Gaza veröffentlichte er 2024 das Buch Meine Sonnenallee.

## Konflikt um das E2H 2020
Feddersen ist 1. Vorstand der Initiative Queer Nations (Stand April 2021) und Moderator bei deren Veranstaltung „Queer Lecture“. In dieser Funktion war er auch federführend am Aufbau eines queeren Kulturhauses in Berlin beteiligt, das im Jahr 2022 unter der Bezeichnung Elberskirchen-Hirschfeld-Haus (E2H) eröffnet werden sollte.
Im Rahmen seiner Tätigkeit im Vorstand des IQN kam es nach einer vielfach als transfeindlich kritisierten Ankündigung einer Veranstaltung und unter Verweis auf frühere Statements zu Vorwürfen transphober Positionen bei Feddersen und der zweiten IQN-Vorständin Christiane Härdel. In einer Stellungnahme im Tagesspiegel vom 13. März 2020 äußerte sich Feddersen zu den erhobenen Vorwürfen und bestritt den Vorwurf der Transfeindlichkeit.
Zugleich wurde die von Feddersen und Härdel betriebene Ausrichtung des E2H hin zu Veranstaltungen und weg von der Archiv- und Forschungsarbeit kritisiert. Auf dieser Basis entschied sich das Spinnboden Lesbenarchiv am 27. Februar 2020 aus dem E2H auszusteigen, ebenso wie bereits zuvor das Schwule Museum und das Lili-Elbe-Archiv. Am 3. März kündigte die Magnus-Hirschfeld-Gesellschaft an, ohne eine klare Kurskorrektur ebenfalls das Projekt zu verlassen und mit dem Spinnboden und dem FFBIZ Alternativen zu suchen. Zuletzt verließen auch Queerformat, die IQN und die Bundesstiftung Magnus Hirschfeld das Projekt. Damit hatten fast alle ehemaligen Partner das Projekt verlassen.

## Werke (Auswahl)
- Woodstock. Ein Festival überlebt seine Jünger. Ullstein, Berlin 1999, ISBN 3-548-35834-9.
- Merci, jury! Die Geschichte des Grand Prix Eurovision de la Chanson. Zahlen-Daten-Stories. Döcker, Wien 2000, ISBN 3-85115-274-3.
- Ein Lied kann eine Brücke sein. Die deutsche und internationale Geschichte des Grand Prix Eurovision. Hoffmann und Campe, Hamburg 2002, ISBN 3-455-09350-7.
- als Hrsg.: Tatjana Eggeling Martin Dannecker, Dagmar Herzog, Andreas Kraß: Eggeling – Dannecker – Herzog – Krass. Vier Vorträge. Männerschwarmskript, Hamburg 2008, ISBN 978-3-939542-26-1 (Queer Lectures 1–4).
- Wunder gibt es immer wieder. Das große Buch zum Eurovision Song Contest. Aufbau Verlag, Berlin 2010, ISBN 978-3-7466-7074-4.
- Phrase unser. Die blutleere Sprache der Kirche. Claudius Verlag, München 2020, ISBN 978-3-532-62844-7 (mit Philipp Gessler)
- mit Philipp Gessler: Kampf der Identitäten. Für eine Rückbesinnung auf linke Ideale, Ch. Links, Berlin 2021, ISBN 978-3-96289-124-4.
- Meine Sonnenallee. Notizen aus Neukölln, Wallstein, Göttingen 2024, ISBN 978-3-8353-5710-5.